# Liste der Baudenkmale in Schlaubetal
In der Liste der Baudenkmale in Schlaubetal sind alle Baudenkmale der brandenburgischen Gemeinde Schlaubetal und ihrer Ortsteile  aufgelistet. Grundlage ist die Veröffentlichung der Landesdenkmalliste mit dem Stand vom 31. Dezember 2021. Die Bodendenkmale sind in der Liste der Bodendenkmale in Schlaubetal aufgelistet.

## Baudenkmale in den Ortsteilen
In den Spalten befinden sich folgende Informationen:
- ID-Nr.: Die Nummer wird vom Brandenburgischen Landesamt für Denkmalpflege vergeben. Ein Link hinter der Nummer führt zum Eintrag über das Denkmal in der Denkmaldatenbank. In dieser Spalte kann sich zusätzlich das Wort Wikidata befinden, der entsprechende Link führt zu Angaben zu diesem Denkmal bei Wikidata.
- Lage: die Adresse des Denkmales und die geographischen Koordinaten. Link zu einem Kartenansichtstool, um Koordinaten zu setzen. In der Kartenansicht sind Denkmale ohne Koordinaten mit einem roten beziehungsweise orangen Marker dargestellt und können in der Karte gesetzt werden. Denkmale ohne Bild sind mit einem blauen bzw. roten Marker gekennzeichnet, Denkmale mit Bild mit einem grünen beziehungsweise orangen Marker.
- Bezeichnung: Bezeichnung in den offiziellen Listen des Brandenburgischen Landesamtes für Denkmalpflege. Ein Link hinter der Bezeichnung führt zum Wikipedia-Artikel über das Denkmal.
- Beschreibung: die Beschreibung des Denkmales
- Bild: ein Bild des Denkmales und gegebenenfalls einen Link zu weiteren Fotos des Baudenkmals im Medienarchiv Wikimedia Commons

### Bremsdorf
| ID-Nr.   | Lage                       | Bezeichnung                  | Beschreibung                                                                                            | Bild                         |
| -------- | -------------------------- | ---------------------------- | --- | ---------------------------- |
| 09115475 | Bremsdorfer Mühle 1 (Lage) | Wassermühle, an der Schlaube | Die Bremsdorfer Mühle wurde etwa 1520 erbaut. Das heute bestehende Gebäude ist aus dem 18. Jahrhundert. | Wassermühle, an der Schlaube |

### Fünfeichen
| ID-Nr.            | Lage                   | Bezeichnung | Beschreibung | Bild           |
| ----------------- | ---------------------- | ----------- | --- | -------------- |
| 09115015 Wikidata | Förstereistraße (Lage) | Dorfkirche  | Die evangelische Kirche stammt aus dem 15. Jahrhundert. Es ist ein spätgotischer Bau aus Feldstein. Im Inneren befindet sich ein Altaraufsatz aus dem Jahre 1626, in der Predella befindet sich ein Abendsmahlsgemälde. Die Kanzel stammt aus dem 17. Jahrhundert. | weitere Bilder |

### Kieselwitz
| ID-Nr.   | Lage               | Bezeichnung | Beschreibung | Bild |
| -------- | ------------------ | ----------- | ------------ | ---- |
| 09115024 | Lindenweg 3 (Lage) | Wohnhaus    |              | BW   |